# Göda
Göda (alt sòrab: Hodźij) és un municipi alemany que pertany a l'estat de Saxònia.

## Divisió administrativa
El municipi consta de 6 districtes principals, associat cadascun a les aldees més petites:
| - Coblenz (Koblicy), 57 h. - Dobranitz (Dobranecy), 21 h. - Kleinpraga (Mała Praha), 19 h. - Nedaschütz (Njezdašecy), 185 h. - Pietzschwitz (Běčicy), 108 h. - Zischkowitz (Čěškecy), 32 h. - Göda (Hodźij), 945 h. - Birkau (Brěza), 105 h. - Buscheritz (Bóšericy), 16 h. - Dahren (Darin), 33 h. - Döbschke (Debiškow), 34 h. - Jannowitz (Janecy), 24 h. - Semmichau (Zemichow), 91 h. - Kleinförstchen (Mała Boršć), 109 h. - Dreistern (Tři Hwězdy), 40 h. - Neu-Bloaschütz (Nowe Błohašecy), 26 h. - Oberförstchen (Hornja Boršć), 130 h. - Preske (Praskow), 57 h. - Siebitz (Dźiwoćicy), 81 h. | - Prischwitz (Prěčecy), 173 h. - Dreikretscham (Haslow), 76 h. - Liebon (Liboń), 8 h. - Muschelwitz (Myšecy), 102 h. - Paßditz (Pozdecy), 47 h. - Sollschwitz (Sulšecy), 138 h. - Storcha (Baćoń), 91 h. - Zscharnitz (Čornecy), 28 h. - Seitschen (Žičeń), 209 h. - Kleinseitschen (Žičeńk), 91 h. - Spittwitz (Spytecy), 122 h. - Leutwitz (Lutyjecy), 41 h. - Neuspittwitz (Nowe Spytecy), 102 h. |

## Personatges il·lustres
- Michał Frencel (* 1628), predicador sòrab
- Jaroměr Hendrich Imiš (1819–1897),predicador
- Jurij Pilk/ Georg Pilk (1858-1926), historiador i músic